# Софія Вальверде
Софія Вальверде — бразильська актриса і співачка. Вона стала відомою завдяки тому, що в 2018 році зіграла головну героїню «Поляни» в « Aventuras de Poliana» та Поліану Моча на телеканалі SBT. Вона народилася 30 серпня 2005 року в Курітібі, Парана, Бразилія.
Вона дебютувала на телебаченні в 2013 році як «Марія» у другій версії дитячої мильної опери Chiquititas від SBT, персонажа, якого зіграла Карла Діас у першій версії мила в 1997 році. Софія з п’яти років працює над рекламою кількох брендів. 
У період з 2015 по 2016 рік Софія знялася в мильній опері Cúmplices de um Resgate в ролі «Dóris», замінивши актрису Дуду Вендлінг, яка розірвала контракт з телевізійним каналом.
У 2017 році актриса зіграла в мильній опері « Aventuras de Poliana» Іріса Абраванеля, який замінив Карінью де Анжу . Вибір оголошено 4 липня 2017 року  .
Софія також працювала в кіно і театрі. Її дебют у кіно відзначається у серпні 2017 року фільмом « Como Nosso Pais » Лаїса Боданскі, в якому вона разом із Марією Рібейро та Пауло Віленою . У театрі Софія брала участь у шоу «Що буде з Бебі Джейн?», яке проходило з 2016 по 2017 рік. У виставі вона ділила сцену з Нісетт Бруно, Євою Вільмою та Наталією Тімберг .

## Фільмографія

### Кінотеатр
- Como Nossos Pais (2017) [3]
- A Garota Invisível (2020) [4]

### телевізор
- Chiquititas (2013—2015)
- Cúmplices de um Resgate (2015—2016) [5]
- As Aventuras de Poliana (2018—2020)
- Bake Off SBT (2018, 2019)
- Fantástica Máquina de Sonhos (2021)
- Поляна Моча (2022)
- Ilusão Da Vida (невідомий випуск)